# آتلن
آتلن (به آلمانی: Atteln) یک منطقهٔ مسکونی در آلمان است که در لیشتناو واقع شده‌است.
 آتلن  ۱٬۴۸۴ نفر جمعیت دارد.